# Woonstede

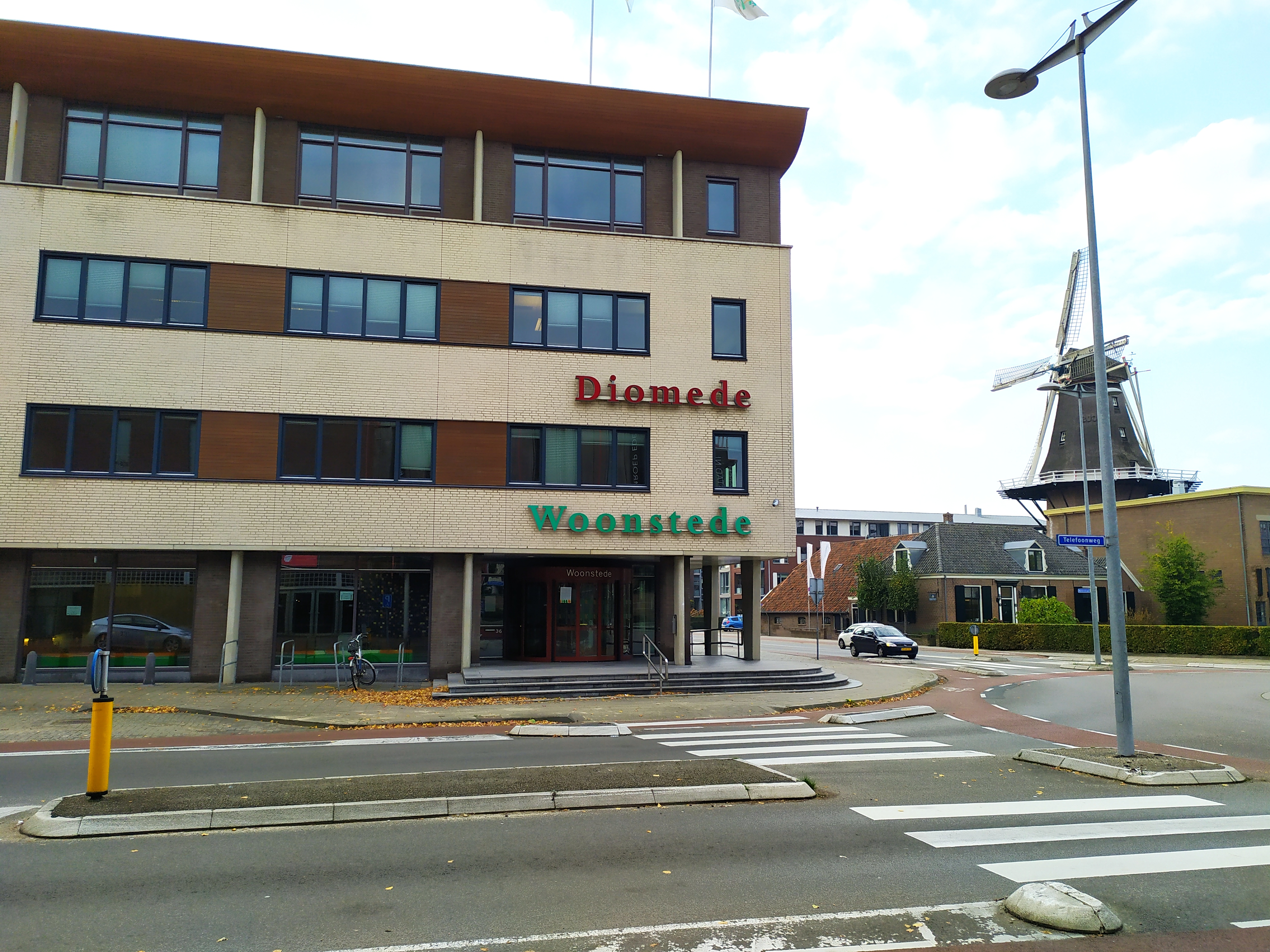
Diomede, het kantoor van Woonstede in Ede

Woonstede is een Nederlandse woningcorporatie in de regio West-Veluwe-Vallei. De stichting bestaat sinds 1 januari 1992. Het hoofdkantoor is gevestigd in Ede.

## Geschiedenis
Op 5 september 1916 werd in Ede de Patrimoniums Bouwvereniging opgericht. Dit was een woningcorporatie op protestants-christelijke grondslag. De oprichting maakte een soort kettingreactie los, waarbij ook corporaties op andere grondslagen ontstonden. Als eerste werd drie jaar later, op 1 augustus 1919, Woningbouwvereniging Ede opgericht, een woningcorporatie op algemene grondslag. Op 3 september van datzelfde jaar werd vanuit de Nederlandse Kunstzijdefabriek ENKA in Ede-Zuid de woningbouwvereniging Vooruit opgericht voor het eigen personeel. Eveneens in 1919, in november, werd in de toen nog kadastrale gemeente Bennekom de protestants-christelijke Bouwvereniging "Plicht Getrouw"  opgericht.
Tijdens de wederopbouw na de Tweede Wereldoorlog richtte de gemeente Ede op 29 april 1948 de Centrale Woningstichting op. Deze stichting ondersteunde de bestaande woningcorporaties op technisch en administratief gebied, maar had geen woningen in eigendom.
Op 10 maart 1955 vond ook nog de oprichting plaats van Woningbouwvereniging "Onze Woning". Dit was een woningcorporatie van de rooms-katholieke zuil.
In 1976 wordt de uitvoering van de Woonruimtewet 1947 opgedragen aan de Centrale Woningstichting Ede, waarna op 1 januari 1984 Woningbouwvereniging Vooruit door de Woningbouwvereniging Ede werd overgenomen. Op 1 januari 1986 fuseerden Patrimoniums Bouwvereniging en Onze Woning. De nieuwe naam van deze vereniging werd: Algemeen christelijke Woningbouwvereniging "De Eendracht".
in juli 1989 werd de Centrale Woningstichting Ede (CWE) geprivatiseerd. uiteindelijk vond op 1 januari 1992, door de fusie van de CWE, het Gemeentelijk Woningbedrijf, de woningbouwverenigingen Ede en De Eendracht, de oprichting van Woonstede plaats. Er werd toen een overeenkomst afgesloten met de gemeente voor de woonruimteverdeling.
De Bouwvereniging Plicht Getrouw in Bennekom werd ook omgevormd tot een stichting, maar is een zelfstandige woningcorporatie gebleven. Er zijn wel nauwe samenwerkingsverbanden met Woonstede.

## Profiel
Woonstede bezat eind 2009 ongeveer 10.000 woningen die worden aangeboden in de gemeenten Ede, Woudenberg, Scherpenzeel en Wageningen.

### Woningaanbod
In 2009 was de verdeling van de woningen als volgt:
- 8.531 in de gemeente Ede
- 613 in de gemeente Scherpenzeel
- 88 in de gemeente Wageningen
- 14 in de gemeente Woudenberg
- 710 woningen Plicht Getrouw (Bennekom)

Circa de helft van de woningen van Woonstede worden aangeboden als zogenaamde vrijekeuswoningen. Hierbij kan worden gekozen uit:
1. huren
  - huurvast (de huurprijs ligt vast voor een aantal jaar)
  - huurzeker (de huurprijs stijgt met een vast percentage over een aantal jaar)
2. kopen met korting (koopgarant)
3. kopen tegen marktwaarde